# Korlan Zsakansa
Korlan Zsakansa (1992. június 15. –) kazak kötöttfogású birkózó. A 2019-es birkózó-világbajnokságon ezüstérmet nyert 55 kg-os súlycsoportban, kötöttfogásban. A 2019-es és a 2018-as Ázsia Bajnokságon bronzérmet szerzett kötöttfogásban, 55 kilogrammos súlycsoportban. A katonai közelharc világbajnokságon 2014-ben és 2013-ban bronzérmes lett 59, illetve 55 kg-ban.

## Sportpályafutása
A 2019-es birkózó-világbajnokságon az 55 kilogrammos súlycsoportban ezüstérmet szerzett. Ellenfele a grúz Nugzari Curcumia volt, aki 9-0-ra verte.